# Ventilátor

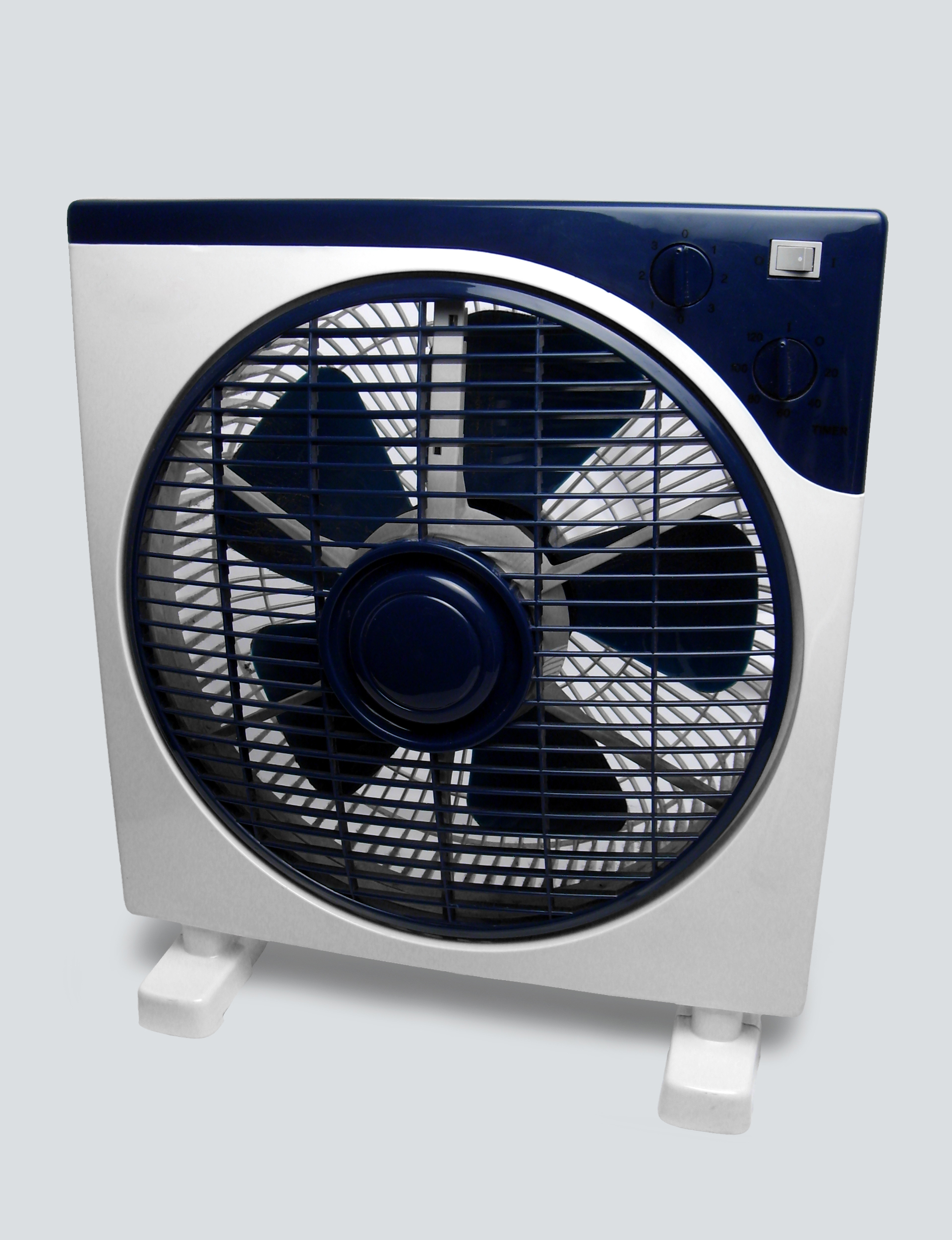
Háztartási ventilátor

A ventilátor (korábbi magyar helyesírása ventillátor)  egy gáz áramoltatására szolgáló gép.
A gáz a legtöbb esetben friss vagy szennyezett levegő, esetleg füstgáz. Az áramlás célja lehet az emberek által használt levegő cseréje friss levegővel, hűtés, szárítás, oxigén juttatása az égés táplálására. A ventilátor áramlástani forgógép, működése hasonló a szivattyú, fúvó és kompresszor elvéhez, azzal a különbséggel, hogy ezekhez képest általában nagy áramlási mennyiséget szállít kisebb nyomáskülönbséggel szemben. 
A mai ventilátorok mind forgógépek, térfogatkiszorításos elven működő ventilátorokat (fújtatókat) csak az ipari forradalom előtt használtak. A ventilátor forgórészére vagy járókerekére lapátokat szerelnek, ezek mozgatják meg a levegőt. A forgórész csapágyakkal a házhoz csatlakozik, melynek feladata kettős: egyrészt a forgórész megtámasztására, másrészt az áramló levegő terelésére szolgál. Legtöbbször a beszívó nyílást ráccsal vagy hálóval látják el, hogy megakadályozzák a baleseteket vagy idegen tárgyak beszívását, melyek veszélyeztetnék a lapátok épségét. A legtöbb ventilátort villanymotor hajtja, de léteznek hidraulikus hajtások vagy belsőégésű motorok által működtetett ventilátorok is.  
A ventilátorok egyik legismertebb alkalmazási területe a klimatizálás és a hűtés személyes komfort érdekében (például asztali vagy mennyezeti ventilátor). Használják járművek és motorok hűtésére, szellőzésre, termékek tisztítására és szárításra, por vagy levelek eltávolítására, "orrszívó porszívó" működtetésére (porszívó), füst elszívására és tűz táplálására tüzelőberendezésekben, kazánokban, kemencékben. Fontos ipari alkalmazás a bányák és ipari csarnokok szellőztetése, nemcsak a munkahely kényelme, hanem egészségre káros vagy robbanóképes elegyek kialakulásának megakadályozására is. 
A személyes hűtésre szánt ventilátorok tulajdonképpen nem állítanak elő hűtött levegőt (sőt a hajtómotor veszteségei enyhén melegítik is azt), hanem a verejték erőteljesebb párolgásán keresztül érnek el hűtőhatást, melyhez a test hőmérsékleténél hűvösebb levegő áramlása konvektív hűtéssel is hozzájárul. Ezért a testhőmérséklettel azonos hőfokú magas páratartalmú levegő keringetésének semmiféle hűtő hatása nincs.

## Fajtái
A ventilátorok három fő csoportra oszthatók: axiális, radiális vagy centrifugális és keresztáramú ventilátorokra.

### Axiális ventilátorok

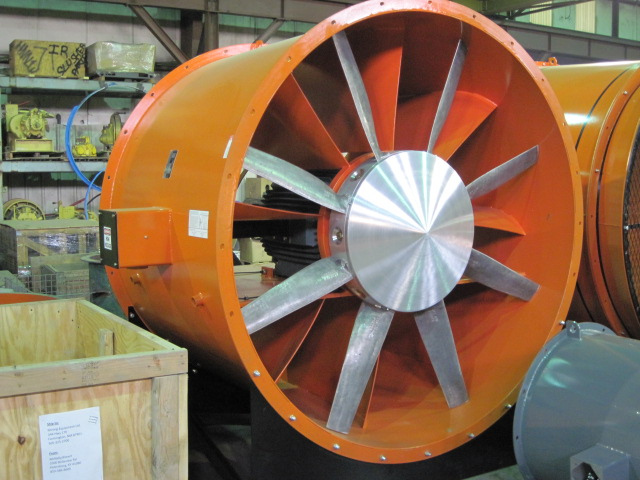
Ipari axiális ventilátor

Az axiális ventilátorok forgó lapátjai a levegőt tengelyirányú áramlásra késztetik. Az ilyen ventilátorokat igen sok területen használják. A legtöbb háztartásban használt készülék is ilyen típusú. Ezek többsége egyszerű kerek furattal, csődarabbal ellátott lemez alakú állórészbe van szerelve, az esetek többségében a ventilátor-forgórészt (járókereket) közvetlenül a hajtómotor tengelyére erősítik fel. Az asztali ventilátorok motorja egy stabil talpra van erősítve, és általában nem tartalmaz a lapátok körül csőházat, ezért balesetek elkerülése végett hálóval van körülvéve. 
A jobb hatásfok érdekében a ventilátor háza a lapátok körül hengeres cső szokott lenni, a ventilátor tengelye két csapágyban forog, hajtását pedig nagy ipari ventilátoroknál ékszíjjal vagy rugalmas tengelykapcsolón keresztül nyeri legtöbbször indukciós villanymotortól. A nagy ventilátoroknál a jó hatásfok jelentősen befolyásolja a költségeket. Ezért ezek általában acéllemezből készült csavart lapátokkal készülnek, a még igényesebb kivitelezés esetén pedig a lapátok keresztmetszete szárnyszelvény alakú. Az elcsavarásra azért van szükség, mert a nagyobb sugáron elhelyezkedő keresztmetszetnek a forgásból származó érintőirányú sebessége nagyobb, mint a tengelyhez közelebb fekvőnek, a levegő belépési sebessége viszont mindkét helyen azonos, így az ütközésmentes relatív áramlás biztosítása céljából a lapátokat célszerű elcsavarni. 
Ritkábban a lapátokat üzemen kívül elforgathatóra alakítják ki (a lapátok állásszögét változtatják néhány fokozatban), ami lehetővé teszi a változó áramlási mennyiség igényéhez legjobban alkalmazkodó geometria megvalósítását. 
A háztartási ventilátorok egyik legfontosabb szempontja a zajszegény kivitel kialakítása. A nagy tömegben forgalmazott készülékek legtöbb alkatrészét ma műanyagból vagy forgácsmentes megmunkálással gyártják, ami a költségek csökkentése mellett a nagyobb alakhűséget is biztosítja. 
Az axiális ventilátorok mérete és teljesítménye széles határok között változik a számítógépek mikroprocesszorait hűtő miniatűr szerkezetektől a szélcsatornák hatalmas egységeiig. Az ipari ventilátorok szokásos csőátmérői 300–400 mm-től 1800-2000 mm-ig terjednek, az előállított statikus nyomáskülönbség 800 Pa vagy annál kevesebb.

## Radiális ventilátor

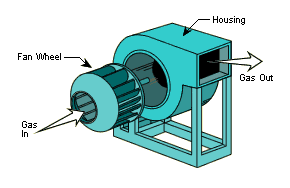
Radiális ventilátor

A radiális ventilátor tengelyirányban szívja be a levegőt és a tengelyre merőlegesen fújja ki. Járókerekének sík körlap a hátlapja, előlapján pedig (amely lehet sík kör alakú sík lemez vagy trombitaszerűen kialakított forgástest) a szívócsonk irányában kialakított kerek lyukon keresztül szívja be a levegőt. A lapátok az előlap és a hátlap között helyezkednek el. A járókerékből sugárirányba kilépő levegőt az alakjáról csigaháznak nevezett külső burkolat tereli a kilépő csonk irányába, ahonnan fémlemezből készült, általában téglalap keresztmetszetű vezetékhez csatlakozik vagy kilép a szabadba. A radiális ventilátorokat szintén igen sokfelé használják. Mivel nagyobb nyomásnövekedést hoz létre, mint az axiálventilátor, ennek megfelelő a felhasználása is: hajszárítóba, levélszívóba, porszívóba, sátrak, matracok felfújásához, légkondicionáláshoz használják, ill. ipari berendezésekbe építik be. 
A járókerék lapátjainak alakja típusonként változik. Hátrahajló lapátoknak nevezik azokat, melyek kilépő érintője a forgásiránnyal ellentétes irányba mutat, előrehajló lapátok kilépő érintője a forgásirányú. Ez utóbbiak nagyobb nyomáskülönbséget állítanak elő.

### Keresztáramú ventilátor

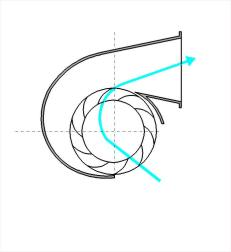
Keresztáramú ventilátor

A keresztáramú ventilátor elvét Mortier 1893-ban szabadalmaztatta. Az ilyen ventilátorok járókerekébe radiális irányban lép be a levegő, majd a lapátokon kétszer átáramolva ugyancsak sugárirányba lép ki. A járókerék szélessége általában többszöröse az átmérőnek. Ezek a ventilátorok csendesek, jó hatásfokúak, viszonylag nagy nyomáskülönbséget tudnak előállítani, a szállított légmennyiséget  egyszerűen a járókerék szélességével lehet beállítani, kicsi a helyigényük. Ezek következtében igen elterjedtek háztartási alkalmazásokban, így az osztott klíma berendezések ventilátorja csaknem kivétel nélkül ebbe a típusba tartozik.